# Albert Allen
Albert Allen (Birmingham, 1º aprile 1867 – Birmingham, 13 ottobre 1899) è stato un calciatore inglese, di ruolo attaccante.

## Carriera

### Club
Ha giocato per tutta la carriera con l'Aston Villa.

### Nazionale
Con la Nazionale inglese ha disputato una partita il 7 aprile 1888, segnando una tripletta nel 5-1 contro l'Irlanda.

## Statistiche

### Cronologia presenze e reti in nazionale
| Cronologia completa delle presenze e delle reti in nazionale ― Inghilterra | Cronologia completa delle presenze e delle reti in nazionale ― Inghilterra | Cronologia completa delle presenze e delle reti in nazionale ― Inghilterra | Cronologia completa delle presenze e delle reti in nazionale ― Inghilterra | Cronologia completa delle presenze e delle reti in nazionale ― Inghilterra | Cronologia completa delle presenze e delle reti in nazionale ― Inghilterra | Cronologia completa delle presenze e delle reti in nazionale ― Inghilterra | Cronologia completa delle presenze e delle reti in nazionale ― Inghilterra |
| Data                                                                       | Città                                                                      | In casa                                                                    | Risultato                                                                  | Ospiti                                                                     | Competizione                                                               | Reti                                                                       | Note                                                                       |
| -------------------------------------------------------------------------- | -------------------------------------------------------------------------- | -------------------------------------------------------------------------- | -------------------------------------------------------------------------- | -------------------------------------------------------------------------- | -------------------------------------------------------------------------- | -------------------------------------------------------------------------- | -------------------------------------------------------------------------- |
| 7-4-1888                                                                   | Belfast                                                                    | Irlanda                                                                    | 1 – 5                                                                      | Inghilterra                                                                | Amichevole                                                                 | 3                                                                          |                                                                            |
| Totale                                                                     |                                                                            | Presenze                                                                   | 1                                                                          |                                                                            | Reti                                                                       | 3                                                                          |                                                                            |